# سوبر برستيج بيرنود 1971
سوبر برستيج بيرنود 1971 (بالإنجليزية: 1971 Super Prestige Pernod)‏ هو الموسم 13 من سوبر برستيج بيرنود،  بدأ الموسم بسباق باريس-نايس 1971 في 10 مارس 1971.
فاز بالمركز الأول إيدي ميركس، وبالمركز الثاني خيسوس لويس أوكانيا، وبالمركز الثالث يوب زوتميلك، ووبالمركز الثالث غوستا بيترسون

## السباقات
| 10 – 17 مارس 1971        | باريس-نيس                                             | إيدي ميركس         | غوستا بيترسون         | خيسوس لويس أوكانيا |
| 19 مارس                  | ميلان-سان ريمو                                        | إيدي ميركس         | فيليتشي جيموندي       | غوستا بيترسون      |
| 4 أبريل                  | طواف فلاندرز                                          | إيفرت دولمان       | Frans Kerremans ‏      | سيريل جويمارت      |
| 18 أبريل                 | سباق باريس روبيه                                      | Roger Rosiers ‏     | هيرمان فان سبرينجيل   | مارينو باسو        |
| 25 أبريل                 | لييج-باستون-لييج                                      | إيدي ميركس         | جورج بينتينس          | فرانز فيربيك       |
| 29 أبريل – 16 مايو 1971  | طواف إسبانيا                                          | فيرديناند براك     | ويلفريد ديفيد         | خيسوس لويس أوكانيا |
| 1 مايو                   | إشبورن-فرانكفورت                                      | إيدي ميركس         | Jos Deschoenmaecker ‏  | لوسيان إيمار       |
| 04 – 09 مايو 1971        | أربعة أيام من دونكيرك                                 | روجر دي فلايمينك   | Willy Van Malderghem ‏ | Jürgen Tschan ‏     |
| 08 – 23 مايو 1971        | سباق دوفين للدراجات                                   | إيدي ميركس         | خيسوس لويس أوكانيا    | برنارد تيفينيه     |
| 20 مايو – 10 يونيو 1971  | طواف إيطاليا                                          | غوستا بيترسون      | هيرمان فان سبرينجيل   | أوغو كولومبو       |
| 03 – 06 يونيو 1971       | جائزة دو ميدي ليبر الكبرى                             | إيدي ميركس         | يوب زوتميلك           | André Dierickx ‏    |
| 26 يونيو – 18 يوليو 1971 | طواف فرنسا                                            | إيدي ميركس         | يوب زوتميلك           | لوسيان فان يمبي    |
| 5 سبتمبر                 | سباق الطريق في بطولة العالم لسباق الدراجات على الطريق | إيدي ميركس         | فيليتشي جيموندي       | سيريل جويمارت      |
| 3 أكتوبر                 | باريس تورز                                            | ريك فان ليندن      | مارينو باسو           | غربن كارستينس      |
| 9 أكتوبر                 | طواف لومبارديا                                        | إيدي ميركس         | فرانكو بيتسي          | فرانز فيربيك       |
| 24 أكتوبر                | جراند بريكس دي نيشنز                                  | خيسوس لويس أوكانيا | يوب زوتميلك           | ليف مورتنسن        |

## وصلات خارجية
- سوبر برستيج بيرنود 1971 في موقع Cycling Archives سايكلنج أركايفز